# Olympio Guilherme
Olympio Guilherme (Bragança Paulista, 13 de janeiro de 1902 – Rio de Janeiro, 13 de agosto de 1973) foi um ator, diretor de cinema, economista, escritor e jornalista brasileiro, considerado um dos primeiros do país a tentar carreira em Hollywood.

## Biografia

### Década de 1920: carreira em Hollywood
Olympio era considerado um homem bonito. Foi a primeira paixão de Pagu, musa do Modernismo no Brasil, e havia principiado no jornalismo junto a Cásper Líbero e trabalhado na redação do jornal A Gazeta em São Paulo de 1924 a 1927.
Em 1927, participou de um concurso realizado pelo estúdio Fox Films, que buscava no Brasil, Chile, Espanha e Itália jovens com traços latinos para atuação no cinema. O prêmio era ir à capital cinematográfica dos Estados Unidos e participar em filmes daquele estúdio. Partiu como representante masculino junto a Lia Torá, a vencedora na categoria feminina. 
O real objetivo das Fox Films era se promover no Brasil, e Olympio não recebeu papéis de destaque, atuando apenas como figurante em poucas produções do cinema mudo (e recebendo proporcionalmente por isso). Além disso, a transição para o cinema falado atrapalhou candidatos que não falavam inglês. 

Ainda assim, com seus próprios recursos Olympio realizou em 1929 um filme em estilo realista - Fome - que denunciava a situação econômica de outros aspirantes em busca de uma carreira no cinema americano. O filme foi vetado para exibição por considerá-lo deprimente num momento de crise.

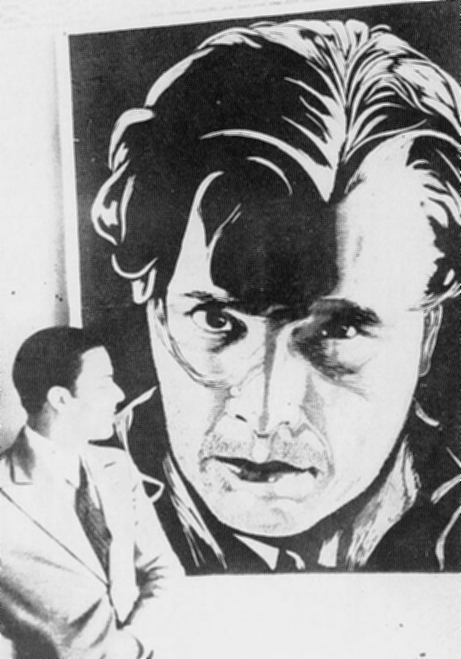
Diante do cartaz de Fome.

### Década de 1930 a 1970: atuação como jornalista e economista

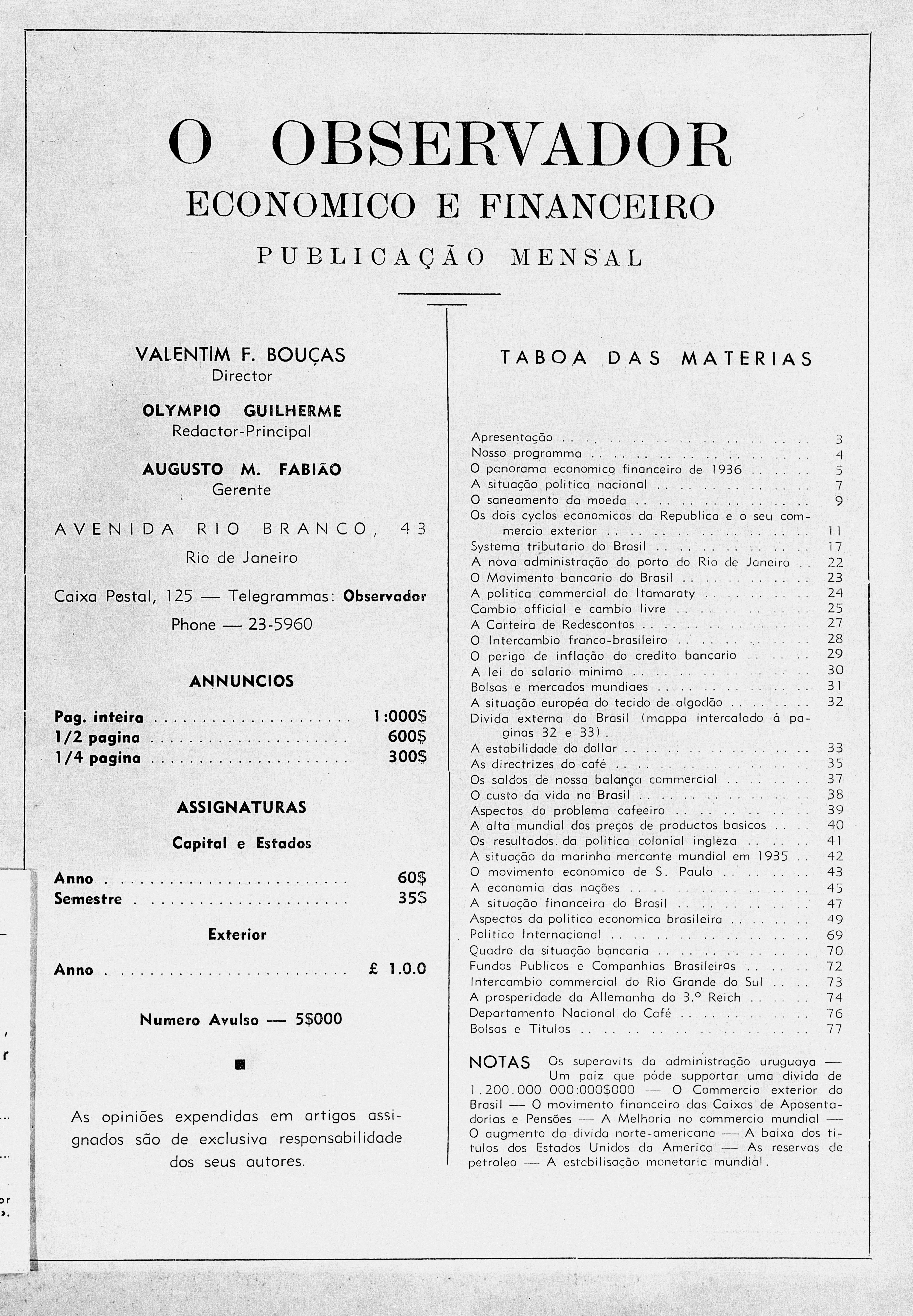
Créditos do nº 1 de "O Observador", Guilherme aparece como redator-chefe.

De volta ao Brasil em 1932, Olympio estudou Economia e foi trabalhar com Valentim Bouças na revista Observador Econômico; com a mudança de Bouças para os Estados Unidos, Olympio passou a dirigir a revista, onde teve início a carreira jornalística de Carlos Lacerda.
Em 1955 tornou-se comentarista econômico em programa da Rede Globo, que mais tarde lhe rendeu um livro.
Morreu em 1973. Em sua certidão de óbito, a causa da morte consta como aneurisma e problemas arteriais. Olympio deixou esposa (Natalina Diniz Guilherme) e uma filha (Bonina Guilherme Moran), que foi conhecida pela sua família apenas após sua morte, quando o corpo era velado. 

### O tiro de Chateaubriand
O biógrafo de Assis Chateaubriand, Fernando Morais, narra que o empresário da mídia havia realizado ataques pesados ao empresário Clito Bockel em seus jornais pois este passara a viver com sua ex-amante, Corita Cunha e, no dia seguinte, 27 de junho de 1941, participou da entrega de mais um avião de sua campanha "Dê Asas à Juventude" que efetuou a doação de milhares de aviões às cidades brasileiras; em meio à solenidade "Chatô" foi abordado por um militar que se identificou como irmão de Bockel e dele recebeu um soco; ao cair o empresário sacou seu revólver, efetuando vários disparos.
Ao ver a cena, Olympio Guilherme acudiu Chateaubriand, de quem era amigo, mas este viu apenas o vulto que se aproximava e disparou contra sua cabeça, atingindo-lhe os dentes e indo a bala alojar-se na garganta, a poucos milímetros da medula; Chateaubriand ficara arrasado ao pensar que havia inicialmente assassinado, depois mutilado "a cara mais bonita do Brasil" e, finalmente, acreditado haver destruído seus dentes — no que seu subalterno Dario de Almeida Magalhães teria acalmado o atirador: "Quanto a isso o senhor pode se tranquilizar, doutor Assis. Acabamos de descobrir que eram dentes falsos, iguais aos de qualquer velhinho."
Apesar da forte censura à imprensa da época (Olympio Guilherme foi entre janeiro e abril de 1940 diretor da Divisão de Imprensa do Departamento de Imprensa e Propaganda do governo Vargas), e dos esforços de Chateaubriand em acobertar o incidente, a notícia foi publicada por jornais concorrentes aos seus, causando grande escândalo.

## Filmografia
Guilherme participou dos seguintes filmes:
- The Low Necker (1927).
- Fome (1929, diretor)
- King of Jazz (1930)

## Obras
Dentre os livros de Guilherme estão:
- Hollywood (1932)
- Estudos Americanos (em 4 volumes):
  - À Margem da História e da Política Norte-Americana
  - A Realidade Americana
  - Homens e coisas Norte-Americanas
  - A Revolução Capitalista Norte Americana
- URSS & USA
- Roboré- a luta pelo petróleo boliviano
- O Brasil e a Era Atômica
- A questão do Oriente Médio